# Горишківська сільська рада
| Горишківська сільська рада — колишній орган місцевого самоврядування у Томашпільському районі Вінницької області з адміністративним центром у с. Горишківка. Сільській раді були підпорядковані населені пункти: - с. Горишківка |

## Склад ради
Рада складалася з 12 депутатів та голови.

## Керівний склад сільської ради
| ПІБ                       | Основні відомості                                                                                  | Дата обрання | Дата звільнення |
| ------------------------- | -------------------------------------------------------------------------------------------------- | ------------ | --------------- |
| Маленков Микола Кирилович | Сільський голова, 1953 року народження, освіта, член Всеукраїнського об'єднання «Батьківщина»      | 26.03.2006   | 31.10.2010      |
| Маленков Микола Кирилович | Сільський голова, 1953 року народження, освіта вища, член Всеукраїнського об'єднання «Батьківщина» | 31.10.2010   |                 |

Примітка: таблиця складена за даними джерела